# Promachus rufoangulatus
Promachus rufoangulatus là một loài ruồi trong họ Asilidae. Promachus rufoangulatus được Macquart miêu tả năm 1838. Loài này phân bố ở miền Ấn Độ - Mã Lai.